# (4616) Баталов
(4616) Баталов (лат. Batalov) — типичный астероид главного пояса, открыт 17 января 1975 года советским астрономом Людмилой Черных в Крымской астрофизической обсерватории и 1 сентября 1993 года назван в честь актёра Алексея Баталова.

## Обнаружение и именование
(4616) Баталов
Открыт 17 января 1975 года в Научном Л. И. Черных.
Назван в честь известного современного киноактёра и режиссёра Алексея Владимировича Баталова.
Оригинальный текст (англ.)4616 Batalov
Discovered 1975-01-17 by Chernykh, L. I. at Nauchnyj.
Named in honor of Aleksej Vladimirovich Batalov, well-known contemporary cinema actor and producer.
Источники: DISCOVERY.DB; M.P.C. 22503, 22519.

## Орбита

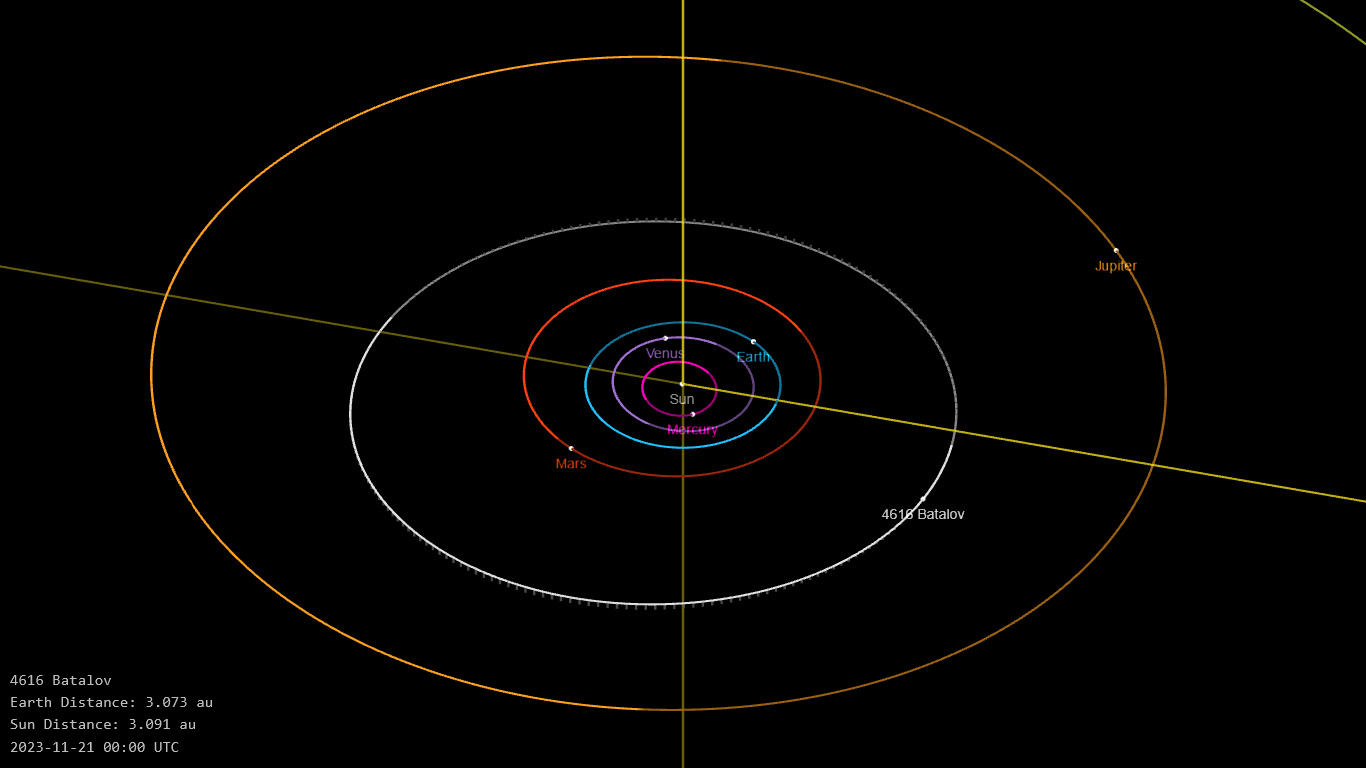
Орбита астероида Баталов и его положение в Солнечной системе

## Физические характеристики
Астероид относится к таксономическому классу C.
По результатам наблюдений в видимом и ближнем инфракрасном диапазоне космического телескопа NEOWISE диаметр астероида оценивался равным 14,263±0,159 км и 13,43±3,26 км. Согласно тем же источникам альбедо оценивается как 0,0792±0,0177, 0,09±0,06 и 0,079±0,018.